# روبيرت تي لوكي
روبيرت تي لوكي (بالهولندية: Robbert te Loeke)‏ (1 ديسمبر 1988 بآرنم في هولندا - ) هو لاعب كرة قدم هولندي في مركز حراسة المرمى. لعب مع فيردر بريمن ونادي دوردريخت ونادي كامبور وفيردر بريمن 2 ‏ ونادي فيندام.

## وصلات خارجية
- روبيرت تي لوكي على موقع قاعدة بيانات كرة القدم.إي يو (الإنجليزية)
- روبيرت تي لوكي على موقع Soccerway.com (الإنجليزية)
- روبيرت تي لوكي على موقع عالم كرة القدم.نت (الإنجليزية)